# Magna Charta Universitatum
La Magna Charta Universitatum (por extensión, Magna Charta Universitatum Europaeum o Carta Magna de las Universidades Europeas) es un documento que sanciona los principios irrenunciables de las universidades, como son la libertad, el conocimiento, la investigación y la enseñanza, sobre la base de la nueva movilidad y el intercambio internacional de estudiantes, investigadores y docentes universitarios. La Charta promueve los vínculos entre las universidades europeas, pero en general se dirige a los atenei de todo el mundo. Fue redactada en 1988, sobre una propuesta de la Universidad de Bolonia aprobada en 1986.
En el documento son muchas las referencias al llamado proceso de Bolonia, la reforma de los sistemas de instrucción superior de la Unión Europea.

## Historia
El documento, en su forma definitiva, fue concluido el 8 de enero de 1988 en Barcelona. El 18 de septiembre de 1988, en la Piazza Maggiore de Bolonia, con ocasión del 900.º aniversario de la fundación del Alma Mater Studiorum, la Magna Charta Universitatum Europaeum Archivado el 12 de mayo de 2016 en Wayback Machine. fue suscrita por 430 rectores de todo el continente.
Los atenei que, reconociéndose en la Charta, se han adherido hasta el momento son 802, ubicados en 85 naciones de todo el mundo. El texto original (en latín) de la Carta Magna está expuesto en la "Sala de la Magna Charta" del Museo del Palacio Poggi de Bolonia.

## Observatorio
Con el aumento del número de los signatarios de la Charta, se consideró necesaria la creación de un órgano que vigilara la aplicación de los principales fundamentos de la misma: la Asociación de Universidades Europeas y la Universidad de Bolonia dieron así vida al Observatorio, con sede en Bolonia.

## Obras inspiradas
- En 2015, el músico Ezio Bosso compuso su 4ª Sinfonía Alma Mater, dedicada a la Carta Magna de las Universidades Europeas.[9][10][11]